# Кривошеево (Мордовия)
Кривошеево — деревня в составе  Аксёльского сельского поселения Темниковского района Республики Мордовия.

## География
Находится на расстоянии примерно 17 километров на восток-юго-восток от районного центра города Темников.

## История
Упоминается с 1869 года, когда она была учтена как казенная и владельческая деревня Краснослободского уезда из 27 дворов, название по фамилии бывших владельцев.

## Население
Постоянное население составляло 18 человек (татары 50%, русские 50%) в 2002 году, 4 в 2010 году .